# Бюффон, Жорж-Луи Леклерк де
Жорж-Луи Лекле́рк, граф де Бюффо́н (фр. Georges-Louis Leclerc, Comte de Buffon) или просто Бюффон; 7 сентября 1707, Монбар, Бургундия — 16 апреля 1788, Париж) — французский натуралист, биолог, математик, естествоиспытатель и писатель XVIII века. Высказал идею о единстве растительного и животного мира. Создатель первого в истории европейской науки подлинно научного и философского труда по зоологии — «Естественной истории» («Histoire naturelle, générale et particulière», 1749—1788, в 36 томах), в котором были описаны все известные к тому времени виды млекопитающих и птиц. Выход первых трёх томов данной работы стал важною вехою как в интеллектуальной истории XVIII века, так и в истории книгоиздания.
Член Парижской академии наук (1733, adjoint mécanicien), Французской академии (1753), член Лондонского королевского общества (1740), иностранный почётный член Петербургской академии наук (1776).

## Биография
Получив по воле своего отца Бенжамена Леклерка, советника парламента в Дижоне юридическое образование, он уже по своей воле поступил на естественно-научное отделение университета в Анже, но не закончил его, так как убил на дуэли офицера и был вынужден скрываться от суда.
Затем он объехал с молодым герцогом Кингстоном, с которым он подружился, Францию и Италию, и отправился в Англию, где перевёл «Метод флюксий» (лат. Method of Fluxions) Ньютона и «Статистику растений» Гейлса. Благодаря этим переводам и нескольким самостоятельным статьям математического содержания Бюффон был избран в 1733 году членом Академии наук.
В 1733 году морской министр граф Морепа поручил Академии провести исследование пригодности разных видов древесины в кораблестроении. По причине недостаточного финансирования, изначально номинированные члены комиссии отказались сотрудничать, но Бюффон, занимавшийся лесозаготовками в своём Монбаре, согласился. Он провёл множество экспериментов и представил наиболее полный отчёт. После этого министр Морепа предложил Бюффону должность главного интенданта всех своих лесных угодий, но тот отказался. Бюффон, унаследовав достаточно солидный капитал, занимался также предпринимательством — создал в своем родовом имении в Монбаре производство паркета, кроме того завел кузнечное производство садовых оград и прочих металлоизделий.
В 1739 году он был назначен интендантом Королевского ботанического сада в Париже, и с этого времени деятельность его была посвящена преимущественно естественным наукам.
Бюффон был одним из самых знаменитых учёных своего времени. Он был автором многотомной «Естественной истории», писавшейся и печатавшейся с 1749 по 1788 год  и переведенной почти на все европейские языки. При этом учёные-современники критиковали Бюффона как за необоснованные обобщения и гипотезы, так и за излишнюю красивость и приподнятость слога его сочинений.
Бюффон умер в Париже 16 апреля 1788 года, после того как Людовик XV возвёл его в графское достоинство, а Людовик XVI, ещё при его жизни, почтил бюстом, установленным у входа в королевский кабинет естествознания с надписью: «Majestati naturae par ingenium» («Ум, равный величию природы»).
В 1970 г. в честь Бюффона назван кратер на Луне.

## Попытки систематизации
В то время как родившийся в одном с ним году Линней поставил себе задачей создание формальной стороны науки, систематики и классификации, Бюффон старался противопоставить строгому методическому ходу описания природы и наружного вида животных их нравы и образ жизни, и тем возбудить интерес образованных людей к животному миру. Соответственно с этим, план его состоял в том, чтобы собрать отдельные факты из всех отраслей естествоведения и воспользоваться ими для выяснения системы природы. Но для выполнения этого плана ему недоставало как основательного знания, так и терпения в трудоёмких исследованиях. Одарённый живым воображением и склонный разрешать сомнения блестящими гипотезами, он не мог приспособиться к строго научному методу Линнеевской школы. Важная заслуга Бюффона состоит в том, что он положил конец смешению позитивной теологии с естествоведением. Это стремление не осталось без влияния и вне Франции. С подачи Бюффона свободные воззрения, несмотря на сильную оппозицию Галлера, Бонне и некоторых немецких учёных, пробили себе путь по всем направлениям, и кроме того его наблюдения дали толчок более глубоким научным исследованиям.

## Значение работ Бюффона
Бюффон несомненно сыграл большую роль в становлении естественно-исторической мысли в XVIII веке. Все наиболее крупные деятели Просвещения находились под влиянием его идей. Его справедливо можно считать основоположником эволюционизма. Так, Бюффон был первым автором, внесшим на обсуждение мысль о единстве происхождения животных и растений, родстве человека и человекообразных обезьян. Он первым поднял проблему вымирания видов и репродуктивной изоляции между видами. Бюффон был первым, кто стал группировать виды животных по фаунам, став, тем самым, основоположником биогеографии.
С научной точки зрения сочинения Бюффона имеют сегодня мало значения, между тем как они всё ещё представляют собой образец ораторского, иногда высокопарного стиля. Его философские попытки объяснения явлений природы нашли резкого противника уже в Кондильяке и могли привлечь к себе только как поэтическое представление природы; такова, например, написанная в самом блестящем стиле теория Земли («эпохи природы»). Наблюдения над жизнью животных редко собраны им самим, но остроумно обработаны, хотя и не с физиологической точки зрения. Научное значение имеют ещё систематические работы Добантона, товарища Бюффона, который принимал серьёзное участие в «Естественной истории млекопитающих» Бюффона.
В противоположность К. Линнею, отстаивавшему в своей классификации мысль о постоянстве видов, Бюффон высказывал прогрессивные идеи об изменяемости видов под влиянием условий среды (климата, питания и т. д.). В области геологии Бюффон систематизировал известный в то время фактический материал и разработал ряд теоретических вопросов о развитии земного шара и его поверхности.

### Статьи
Знаменитый французский натуралист составил несколько примечательных статей, относящихся к лесному хозяйству и исследованию технических свойств древесины. В III томе «Supplement à l’histoire naturelle» (Париж, MDCCLXXVI) помещены мемуары:
- XI — «Expériences sur la force du bois», где изложены исследования автора над плотностью, твёрдостью и тяжестью древесины;
- XII — состоит из двух частей:
  - в первой статья «Moyen facile d’augmenter la solidité, la force et la durée du bois» указывает простое средство для увеличения плотности, твёрдости и прочности древесины посредством снятия коры на растущих ещё деревьях, в другой же — «Expériences sur le dessèchement du bois a l’air et sur son imhibition dans l’eau» — описываются опыты Бюффона над высушиванием дерева в воздухе, произведённые им с 1733 по 1744 год, и над впитыванием воды древесиной;
  - во второй части, в двух статьях: «Sur la conservation et le rétablissement des forêts» и «Sur la culture et l’exploitation des forêts», рассматривается вопрос о сбережении, восстановлении и разведении лесов и пользования ими.

В «Recherches sur les bois» излагаются весьма интересные опыты взращивания погибистых деревьев на корабельные кницы двукратным обрезанием у этих деревьев вершин стволов и верхушек молодых ветвей.

### Переводы на русский
- Всеобщая и частная история естественная графа де Бюффона (10 частей). С.-Петербург, 1789—1808.
  - Граф де Бюффон Всеобщая и частная естественная история. Перевод акад. С. Румовский и И. Лепёхин. Ч. 1. Санктпетербург: Императорская Академия наук, 1801. (3 издание с прибавлениями и правками). 380 с.
- Пётр Бланшард Бюффон для юношества, или сокращенная история трех царств природы. (5 частей, Москва, 1814).

### Прочие издания
Изданная Лелоном «Естественная история редких и забавных животных, открытых за время путешествий после смерти Бюффона» (Histoire naturelle des animaux rares et curieux découverts par les voyages depuis la mort de Buffon) (Париж, 1829) и особенно выходившие в Париже с 1837 году, весьма важные многотомные «Дополнения к Бюффону» (Suites à Buffon) имеют общего с сочинениями Бюффона только лишь имя и суть чисто систематических сочинений.
Правнук Бюффона, Анри де Бюффон, издал его переписку (Correspondance) (2 т., Париж, 1860), а также сочинение: «Бюффон, семья, соратники и друзья» (Buffon, sa famille, ses collaborateurs et ses familiers) (Париж, 1863).